# Bahnstrecke Zofingen–Wettingen
| Streckennummer (BAV): | 504 (Zofingen–Suhr) 645 (Suhr–Lenzburg West) 650 (Lenzburg–Gruemet Abzw.) 703 (Gruemet Abzw.–Wettingen) |                                            |                                            |
| Fahrplanfeld: | 514 Zofingen–Lenzburg 651 Lenzburg–Mägenwil                                                             |                                            |                                            |
| Streckenlänge: | 41,5 km                                                                                                 |                                            |                                            |
| Spurweite: | 1435 mm (Normalspur)                                                                                    |                                            |                                            |
| Streckenklasse: | D4 |                                            |                                            |
| Stromsystem: | 15 kV 16,7 Hz ~                                                                                         |                                            |                                            |
| Zweigleisigkeit: | Lenzburg–Abzw Gruemet                                                                                   |                                            |                                            |
| | |                                            |                                            |
| \| \| \| von Luzern \| \| \| \| 0,0 \| Zofingen \| Zofingen \| \| \| \| nach Olten \| \| \| \| 2,3 \| Küngoldingen \| Küngoldingen \| \| \| 4,9 \| Walterswil-Striegel \| Walterswil-Striegel \| \| \| 6,6 \| Safenwil \| Safenwil \| \| \| \| Kölliken Sondermülldeponie \| \| \| \| 9,3 \| Kölliken Oberdorf \| Kölliken Oberdorf \| \| \| 10,9 \| Kölliken \| Kölliken \| \| \| \| Brücke über die Suhre (18 m) \| \| \| \| \| WSB Aarau-Schöftland \| \| \| \| 13,9 \| Oberentfelden \| Oberentfelden \| \| \| \| WSB Aarau-Menziken-Burg \| \| \| \| 16,767,5 \| Suhr \| Suhr \| \| \| \| nach Aarau \| \| \| \| \| Migros Verteilzentrum \| \| \| \| \| Brücke Suhr über die Wyna (30 m) \| \| \| \| 63,3 \| Hunzenschwil \| Hunzenschwil \| \| \| \| von Aarau \| \| \| \| 59,8 \| Lenzburg \| Lenzburg \| \| \| \| Seetalbahn nach Luzern \| \| \| \| \| Seetalbahn Lenzburg Stadt-Wildegg \| \| \| \| 57,9 \| Abzw. Gexi nach Rotkreuz \| Abzw. Gexi nach Rotkreuz \| \| \| \| von Rotkreuz \| \| \| \| \| \| \| \| \| 55,6 \| Othmarsingen \| Othmarsingen \| \| \| \| nach Brugg \| \| \| \| 53,8 \| Mägenwil \| Mägenwil \| \| \| \| Strasse Brugg-Mellingen (66 m) \| \| \| \| \| Brücke Mellingen über die Reuss (193 m) \| \| \| \| 50,7 \| Abzw. Gruemet nach Killwangen-Spreitenbach \| Abzw. Gruemet nach Killwangen-Spreitenbach \| \| \| \| Strasse Baden-Mellingen (74 m) \| \| \| \| 50,1 \| Mellingen \| Mellingen \| \| \| 47,4 \| Dättwil \| Dättwil \| \| \| 44,2 \| Baden Oberstadt \| Baden Oberstadt \| \| \| \| von Baden \| \| \| \| \| \| \| \| \| \| alte Streckenführung Zürich–Baden \| \| \| \| \| Untere Limmatbrücke (Limmat) (129 m) \| \| \| \| \| \| \| \| \| 42,7 \| Wettingen \| Wettingen \| \| \| \| nach Zürich \| \| \| \| \| nach Zürich Seebach \| \| | |                                            |                                            |
| Strecke | | von Luzern                                 | von Luzern                                 |
| Bahnhof | 0,0 | Zofingen                                   | Zofingen                                   |
| Abzweig geradeaus und nach links | | nach Olten                                 | nach Olten                                 |
| Haltepunkt / Haltestelle | 2,3 | Küngoldingen                               | Küngoldingen                               |
| Haltepunkt / Haltestelle | 4,9 | Walterswil-Striegel                        | Walterswil-Striegel                        |
| Bahnhof | 6,6 | Safenwil                                   | Safenwil                                   |
| Dienststation / Betriebs- oder Güterbahnhof | | Kölliken Sondermülldeponie                 | Kölliken Sondermülldeponie                 |
| Haltepunkt / Haltestelle | 9,3 | Kölliken Oberdorf                          | Kölliken Oberdorf                          |
| Bahnhof | 10,9 | Kölliken                                   | Kölliken                                   |
| Brücke über Wasserlauf | | Brücke über die Suhre (18 m)               | Brücke über die Suhre (18 m)               |
| Kreuzung | | WSB Aarau-Schöftland                       | WSB Aarau-Schöftland                       |
| Bahnhof | 13,9 | Oberentfelden                              | Oberentfelden                              |
| Kreuzung | | WSB Aarau-Menziken-Burg                    | WSB Aarau-Menziken-Burg                    |
| Bahnhof | 16,767,5                                                                                                | Suhr                                       | Suhr                                       |
| Abzweig geradeaus und ehemals nach links | | nach Aarau                                 | nach Aarau                                 |
| Abzweig geradeaus und nach links | | Migros Verteilzentrum                      | Migros Verteilzentrum                      |
| Brücke über Wasserlauf | | Brücke Suhr über die Wyna (30 m)           | Brücke Suhr über die Wyna (30 m)           |
| Bahnhof | 63,3 | Hunzenschwil                               | Hunzenschwil                               |
| Abzweig geradeaus und von links | | von Aarau                                  | von Aarau                                  |
| Bahnhof | 59,8 | Lenzburg                                   | Lenzburg                                   |
| Abzweig geradeaus und nach rechts | | Seetalbahn nach Luzern                     | Seetalbahn nach Luzern                     |
| Kreuzung geradeaus oben (Querstrecke außer Betrieb) | | Seetalbahn Lenzburg Stadt-Wildegg          | Seetalbahn Lenzburg Stadt-Wildegg          |
| Abzweig geradeaus und nach rechts | 57,9 | Abzw. Gexi nach Rotkreuz                   | Abzw. Gexi nach Rotkreuz                   |
| Kreuzung geradeaus oben · Strecke von rechts | | von Rotkreuz                               | von Rotkreuz                               |
| Abzweig geradeaus und von links · Strecke nach rechts | |                                            |                                            |
| Bahnhof | 55,6 | Othmarsingen                               | Othmarsingen                               |
| Abzweig geradeaus und nach links | | nach Brugg                                 | nach Brugg                                 |
| Bahnhof | 53,8 | Mägenwil                                   | Mägenwil                                   |
| Brücke | | Strasse Brugg-Mellingen (66 m)             | Strasse Brugg-Mellingen (66 m)             |
| Brücke über Wasserlauf | | Brücke Mellingen über die Reuss (193 m)    | Brücke Mellingen über die Reuss (193 m)    |
| Abzweig geradeaus und nach rechts | 50,7 | Abzw. Gruemet nach Killwangen-Spreitenbach | Abzw. Gruemet nach Killwangen-Spreitenbach |
| Brücke | | Strasse Baden-Mellingen (74 m)             | Strasse Baden-Mellingen (74 m)             |
| Dienststation / Betriebs- oder Güterbahnhof | 50,1 | Mellingen                                  | Mellingen                                  |
| ehemaliger Bahnhof | 47,4 | Dättwil                                    | Dättwil                                    |
| ehemaliger Bahnhof | 44,2 | Baden Oberstadt                            | Baden Oberstadt                            |
| Strecke von links (im Tunnel) · Kreuzung mit Tunnelstrecke | | von Baden                                  | von Baden                                  |
| Tunnelende · Strecke | |                                            |                                            |
| Kreuzung (Querstrecke außer Betrieb) · Kreuzung geradeaus oben (Querstrecke außer Betrieb) | | alte Streckenführung Zürich–Baden          | alte Streckenführung Zürich–Baden          |
| Brücke über Wasserlauf · Brücke über Wasserlauf | | Untere Limmatbrücke (Limmat) (129 m)       | Untere Limmatbrücke (Limmat) (129 m)       |
| Strecke nach links · Abzweig geradeaus und von rechts | |                                            |                                            |
| Bahnhof | 42,7 | Wettingen                                  | Wettingen                                  |
| Abzweig geradeaus und nach rechts | | nach Zürich                                | nach Zürich                                |
| Strecke | | nach Zürich Seebach                        | nach Zürich Seebach                        |

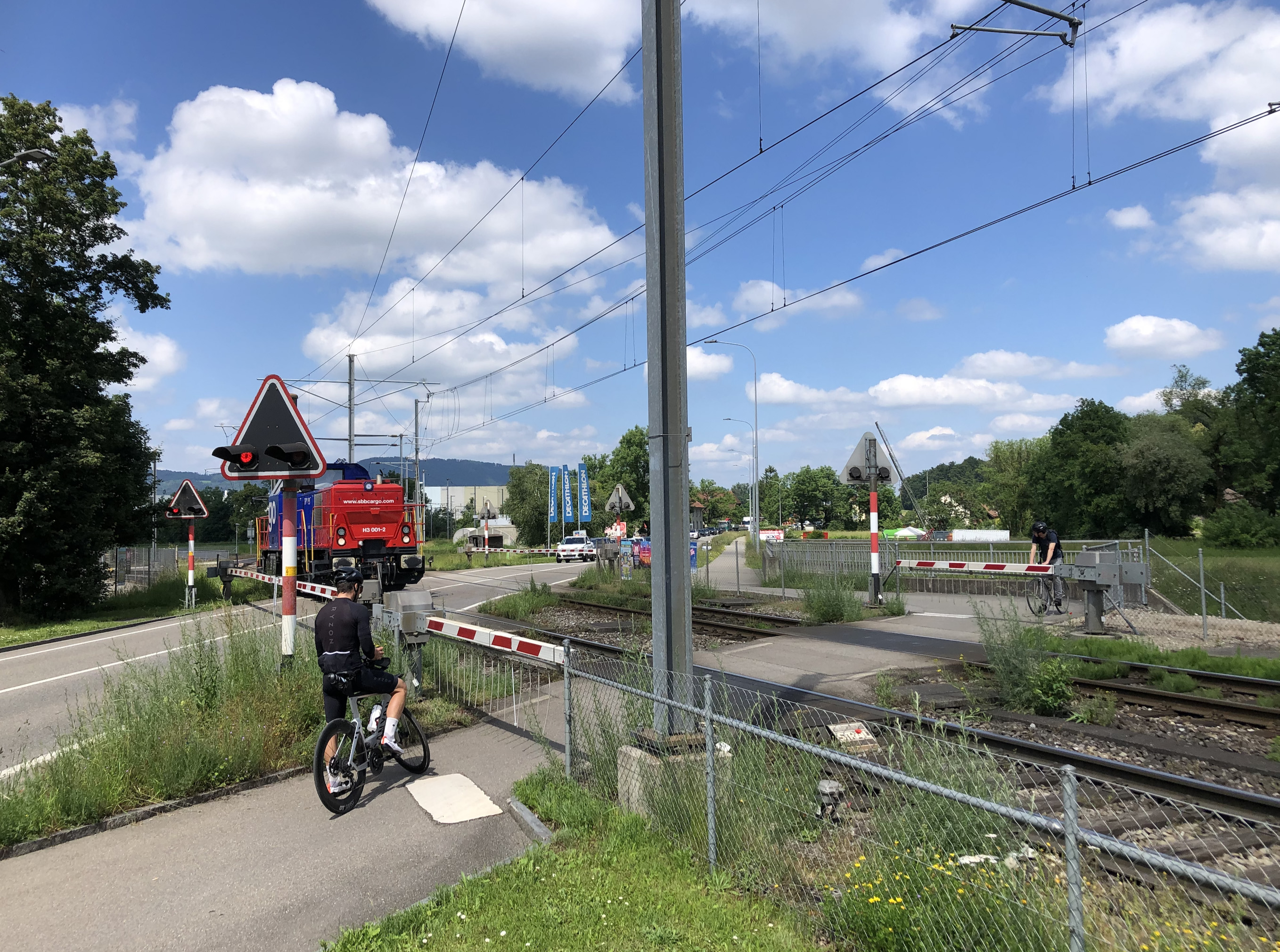
Bahnübergang Bernstrasse Ost in Suhr

Die Bahnstrecke Zofingen–Wettingen wurde am 6. September 1877 zwischen Zofingen und Baden Oberstadt zusammen mit der Bahnstrecke Aarau–Suhr von der Schweizerischen Nationalbahn (SNB) eröffnet. Die Eröffnung des Abschnitts Baden Oberstadt–Wettingen folgte wegen Bauverzögerung an der Limmatbrücke erst am 15. Oktober 1877 zusammen mit der Bahnstrecke Wettingen–Effretikon, welche die Fortsetzung nach Osten darstellte. Die SNB ging bereits 1878 in Konkurs, worauf die Strecke von der Schweizerischen Nordostbahn (NOB) aus der Konkursmasse erworben wurde. Mit dem Rückkauf der Eisenbahnen durch den Schweizerischen Bund ging die NOB 1902 in die Schweizerischen Bundesbahnen (SBB) über.

## Geschichte
Die Strecke wurde von der SNB als einspurige Strecke angelegt und war als Konkurrenz zur Bahnstrecke Baden–Aarau der NOB gedacht. Die SNB wollte eine möglichst kurze Verbindung vom Bodensee in die Westschweiz sein und führte deshalb an den wirtschaftlich interessanten Orten vorbei, allerdings war aber vorgesehen, von Zofingen aus Solothurn zu erschliessen. Die Stadt wurde dann aber mit der Bahnstrecke Olten–Solothurn an das Netz der SCB angebunden.
Der durch die Konkurrenz der bestehenden Bahngesellschaften ausbleibende Verkehr und die vom Gründerkrach ausgelöste Wirtschaftskrise führten dazu, dass die SNB nach nur 4 Monaten durchgehendem Betrieb Konkurs anmelden musste, worauf die NOB zum 1. Oktober 1880 das Streckennetz aus der Konkursmasse erwarb. Der Streckenabschnitt Zofingen–Suhr wurde an die SCB verkauft.
Am 5. Mai 1927 wurde im Rahmen der Elektrifizierung der Südbahn der Streckenabschnitt Lenzburg–Gexi mit dem Fahrdraht überspannt, am 28. Mai 1932 folgte Gexi–Othmarsingen und am 6. Juli 1946 Zofingen–Suhr–(Aarau). Bei den beiden Kreuzungen mit der WSB mussten spezielle Schutzstrecken eingebaut werden, da die WSB mit 750 Volt Gleichstrom elektrifiziert war. Am 17. Dezember 1946 wurden auch die Streckenabschnitte Suhr–Lenzburg und Othmarsingen-Wettingen elektrifiziert, womit die ganze Strecke Zofingen–Wettingen mit Fahrdraht überspannt war.
Am 24. Februar 2004 kamen beim Zusammenstoss eines Unimog 424 mit einem Regionalzug auf einem unbewachten Bahnübergang bei Walterswil zwei Gemeindearbeiter des Werkhofes Oftringen ums Leben.

## Strecke
Die Strecke führt von Zofingen über den Striegel nach Suhr und umfährt somit das solothurnische Gebiet um Olten. Die solothurnische Ortschaft Walterswil besitzt eine Haltestelle an der Strecke auf aargauischem Boden. In Suhr zweigte die Bahnstrecke nach Aarau ab, welche 2004 stillgelegt wurde, damit die Trasse von der WSB benutzt werden kann. Von Suhr führt die  Strecke weiter nach Lenzburg, überquert danach zusammen mit der Südbahn auf einem Damm den Aabach und die ehemalige Strecke der Seetalbahn nach Wildegg, um über Othmarsingen, Mellingen und Baden Oberstadt nach Wettingen zu gelangen.
Die von der SNB bei Mellingen errichtete Reussbrücke war das erste grosse Bauwerk der Bell Maschinenfabrik. Der ursprüngliche, einspurige Stahlfachwerkträger wurde 1973 durch eine Verbundbrücke ersetzt, weil im Zusammenhang mit dem Bau des 1975 eröffneten Heitersbergtunnels die Strecke von Lenzburg bis zur neu errichteten Dienststation bei Gruemet zu einer doppelspurigen Hauptstrecke ausgebaut wurde. In Gruemet östlich der Reussbrücke bei Mellingen zweigt die Strecke in Richtung Heitersbergtunnel von der Strecke in Richtung Wettingen ab.

## Betrieb
Der Personenverkehr von Lenzburg nach Wettingen über die Nationalbahnstrecke wurde zum Fahrplanwechsel im Dezember 2004 eingestellt und auf die Strasse verlagert. Die Strecke Gruemet–Wettingen wird noch vom Güterverkehr für die Bedienung des Tanklagers Mellingen regelmässig benutzt. Zudem dient sie als Umleitungsstrecke für den Heitersbergtunnel.
Der Abschnitt Lenzburg – Zofingen  wird halbstündlich bis 20 Uhr, danach stündlich von der S 28 der S-Bahn Aargau befahren und wird im Volksmund abgeleitet von Nationalbahn als «Nazeli» bezeichnet.
Seit 5. Juli 2009 ist die ganze Strecke für die Streckenklasse D4 zugelassen.